# Miloslav Kufa
Miloslav Kufa (* 16. března 1971 Brno) je bývalý český fotbalista, defenzivní záložník.

## Fotbalová kariéra
Hrál za Zbrojovku Brno, Duklu Praha, Slováckou Slavii Uherské Hradiště, FC Petra Drnovice, 1. FC Synot Staré Město, ve Finsku za FC Jokerit a po návratu z Finska za FK Chmel Blšany a FC Vysočina Jihlava. V československé a české lize nastoupil ve 112 utkáních a dal 10 gólů.

## Ligová bilance
| Ročník                                   | Zápasy | Góly | Klub                                |
| ---------------------------------------- | ------ | ---- | ----------------------------------- |
| 1. československá fotbalová liga 1989/90 | 1      | 0    | Dukla Praha                         |
| 1. československá fotbalová liga 1990/91 | 1      | 0    | Zbrojovka Brno                      |
| 1. československá fotbalová liga 1992/93 | 20     | 0    | FC Boby Brno                        |
| 1. česká fotbalová liga 1993/94          | 5      | 1    | FC Boby Brno                        |
| 1. česká fotbalová liga 1995/96          | 9      | 4    | FC Slovácká Slavia Uherské Hradiště |
| 1. česká fotbalová liga 1996/97          | 22     | 2    | FC Petra Drnovice                   |
| Gambrinus liga 1997/98                   | 16     | 2    | FC Petra Drnovice                   |
| Gambrinus liga 1998/99                   | 8      | 0    | FC Petra Drnovice                   |
| Gambrinus liga 1999/00                   | 26     | 1    | FC Petra Drnovice                   |
| Veikkausliiga 2000                       | 27     | 0    | FC Jokerit                          |
| Gambrinus liga 2000/01                   | 4      | 0    | FK Chmel Blšany                     |
| CELKEM                                   | 112    | 10   |                                     |

## Podnikání
Po ukončení sportovní kariéry se dal na podnikání. Je majitelem společnosti Ramfin Group a několika souvisejících společností. V roce 2022 policie zveřejnila, že zmíněné společnosti i Miloslav Kufa (od roku 2019 vystupující pod příjmením Honek) jsou vyšetřovány pro podvody.